# 一亩三分地新型冠状病毒肺炎疫情实时动态
一亩三分地新型冠状病毒肺炎疫情实时动态（原名一亩三分地新型冠状病毒肺炎疫情实时动态·北美），是美国第一代华人群体设立的网站，最初用于追踪2019冠状病毒病在美国和加拿大的疫情，后来范围拓展到全世界。该网站展示了世界范围内包括确诊、死亡、治愈、检测及住院数的实时数据。目前已有上亿的访问量。据多家媒体报道，该网站的数据被数百个组织或机构使用，包括约翰·霍普金斯大学、维基百科、美国疾病控制与预防中心、芝加哥大学、美国环境系统研究所公司。

## 评价
该网站由志愿者维护，其中一名志愿者表示，准确的信息可以用来战胜病毒。《环球科学》杂志称其为“目前全世界最实时、广泛、地理区分度最细的新冠疫情追踪平台”。Cartography and Geographic Information Science刊登的论文认为其“在早期报告数据方面可能具有独特的优势，但在大多数情况下，它与迄今为止的其他数据集的不一致系数较低”。IEEE Access的论文称其“原始数据很难被公众获取”，为学术研究带来困难。